# La Fille mal gardée

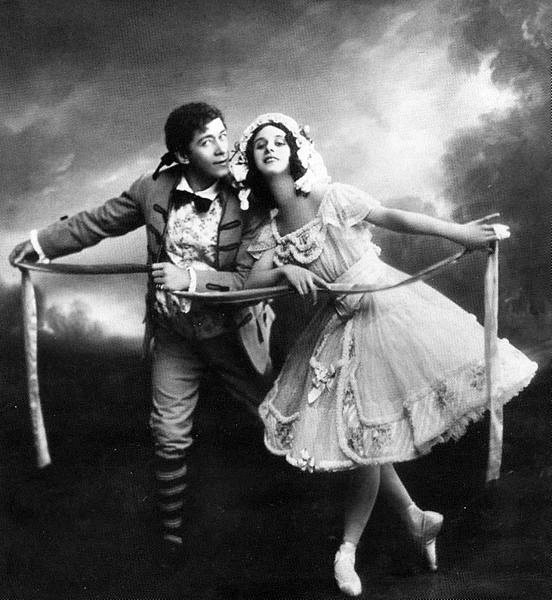
Anna Pawlowa und Nikolai Legat in La Fille mal gardée, um 1921

La Fille mal gardée (Die schlecht behütete Tochter) ist ein komisches Ballett, dessen Ursprung im 18. Jahrhundert liegt. Es ist das älteste klassische Ballett, das sich bis heute im Repertoire der großen Ballettkompanien gehalten hat, allerdings in unterschiedlicher musikalischer und choreografischer Gestalt.

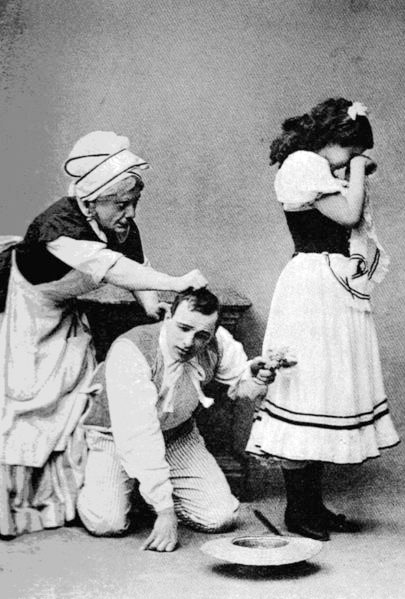
Sofia Fedorova als Lise, Grigory Riabtzev als Simone, Mikhail Mordkin als Colas in La Fille mal gardée von A. Gorsky, Moskau, ca. 1915

## Personen
- Lise, ein junges Mädchen
- Colin, ihr Geliebter
- Marceline, Lises Mutter, eine reiche Bäuerin (normalerweise als Travestie-Rolle von einem Mann gespielt)
- Michaud, ein reicher Müller
- Nicaise, dessen Sohn
- Der Gärtner
- Die Gouvernante
- Die Hauslehrerin
- Der Notar

## Handlung

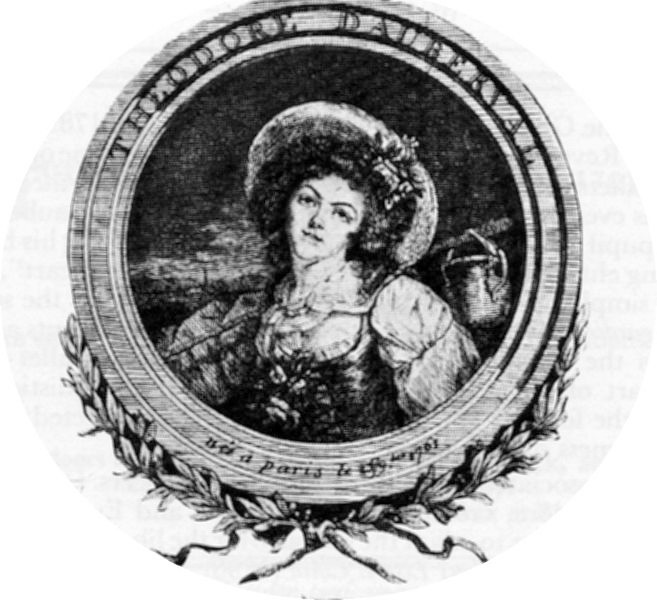
Théodore Dauberval als Lise (1789)

### Erstes Bild
Auf dem Hof. Marceline möchte ihre Tochter Lise an den Sohn des Müllers Michaud verheiraten. Lise hingegen hat sich für Colin, einen Bauern im Dienst ihrer Mutter entschieden, und versucht, deren Willen zu umgehen. Marceline hingegen hindert die beiden durch Arbeit daran, ihre eigenen Pläne zu verfolgen, ruft zudem Michaud zu sich, um das Versteckspiel ihrer Tochter zu beenden und die Hochzeit fest zu machen.

### Zweites Bild
Auf dem Feld. Lise und Colin sind geflohen, Marceline findet sie, Michaud und sein ganzes Gefolge im Schlepptau, und gibt die Verlobung bekannt. Ein Gewittersturm kommt auf, Colin und Lise können kurzfristig erneut fliehen, werden aber wieder zurückgeholt.

### Drittes Bild
Im Haus. Marceline hält Lise unter Verschluss. Colin gelingt es, im Schutz der anderen Bauern, die die vor dem Regen geretteten Garben hereinbringen, ins Haus zu schlüpfen. Marceline geht ins Dorf, kommt früher als erwartet mit einem Brautkleid zurück, das Lise nun anprobieren soll, während Colin sich in der Scheune versteckt hält. Michaud und der Notar kommen hinzu, Marceline sperrt die sich weiterhin gegen die Hochzeit wehrende Lise schnell und unbewusst zu Colin in die Scheune – wo sie die beiden nach Erledigung der Formalitäten eng umschlungen im Heu entdeckt: „Das Mädchen und sein zärtlicher Freund waren gerade dabei, waren gerade dabei... Nichts zu sagen ist genug gesagt... Als die Mutter rechtzeitig kam, rechtzeitig kam... Das kann man wohl sagen.“ (Denis Diderot, in Salon de 1765 zu Baudoins Bild) Die Hochzeit ist geplatzt, Michaud weigert sich nun, die Abmachung zu erfüllen, woraufhin Marceline der Hochzeit von Lise und Colin zustimmt.

### Viertes Bild
Die Verlobung von Lise und Colin wird gefeiert – und eine Ehe zwischen Marceline und Michaud bahnt sich an.

## Entstehung und Aufführungsgeschichte

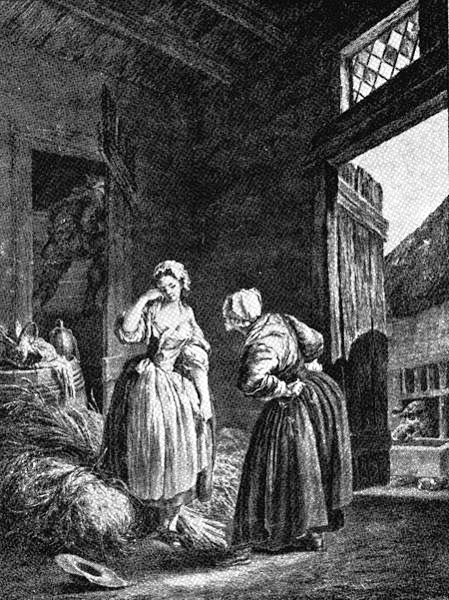
Die Maßregelung von Pierre Antoine Baudouin, 1789

### Daubervals Original
Das Ballett wurde am 1. Juli 1789 im Grand Théâtre von Bordeaux unter dem Titel Le Ballet de la paille, ou il n’est qu’un pas du mal au bien (Das Strohballett oder Es ist nichts als ein Schritt vom Schlechten zum Guten) uraufgeführt. Es tanzten Marie-Madeleine Crespé als Lison, Eugène Hus als Colin und François Le Riche als Witwe Ragotte. Autor und Choreograf war Jean Dauberval, der zu der Zeit Ballettmeister in Bordeaux war. Die Musik war ein Pasticcio aus Stücken verschiedener Herkunft (Ouverturen, Konzerte, Violin-Duos, Sonaten, Romanzen, Barcarollen und Opern).
Angeregt zu diesem Ballett wurde Dauberval von dem Bild Junges Mädchen, das von seiner Mutter gescholten wird von Pierre Antoine Baudouin aus dem Jahr 1764, auf dem neben dem Mädchen und der Mutter im Hintergrund ihr Liebhaber zu sehen ist, wie er sich davonstiehlt. La Fille mal gardée war eines der ersten Ballette, in dem eine realistische Handlung auf die Bühne gebracht wird, und keine Götter oder mythologischen Wesen mehr eine Rolle spielen.
Nach der Uraufführung in Bordeaux folgte am 30. April 1791 eine Aufführung im Pantheon Theatre in London, jetzt unter seinem heutigen Titel, in den nächsten zehn Jahren weitere Aufführungen fast überall in Europa, nur nicht in Paris, wo erst 1803 eine Inszenierung an der Porte Saint-Martin durch Eugène Hus, den ersten Colin, stattfand.

### Die Version von Aumer und Hérold 1828/1837
1828 brachte der Ballettmeister Jean-Pierre Aumer, ein Schüler Daubervals, La Fille mal gardée an der Pariser Oper in einer neuen Version heraus, wozu er die Originalmusik von Ferdinand Hérold überarbeiten und ergänzen ließ. Für Fanny Elßlers Pariser Debüt als Lise im Jahr 1837 wurde Hérolds Partitur durch einen neuen Pas de deux ergänzt, der aus Elßlers Lieblingsmelodien aus Donizettis Oper L’elisir d’amore bestand. 1854 wurde das Ballett aus dem Pariser Repertoire herausgenommen und geriet daraufhin in Frankreich in Vergessenheit.

Die Version von Aumer und Hérold wurde 1845 zum ersten Mal in Russland am kaiserlichen Bolschoi-Theater in Moskau gezeigt, in einer Einstudierung von Irakly Nikitin. Charles Didelot, der das Ballett in London getanzt hatte, brachte es 1848 am Mariinski-Theater in Sankt Petersburg heraus, wiederum mit Fanny Elßler als Lise.

### Taglioni und Hertel 1864
1864 erarbeitete Paul Taglioni an der Königlichen Oper in Berlin eine neue Version des Ballettes unter dem Titel Das schlecht bewachte Mädchen, mit neuer Musik von Peter Ludwig Hertel. Die Premiere war am 7. November 1864.

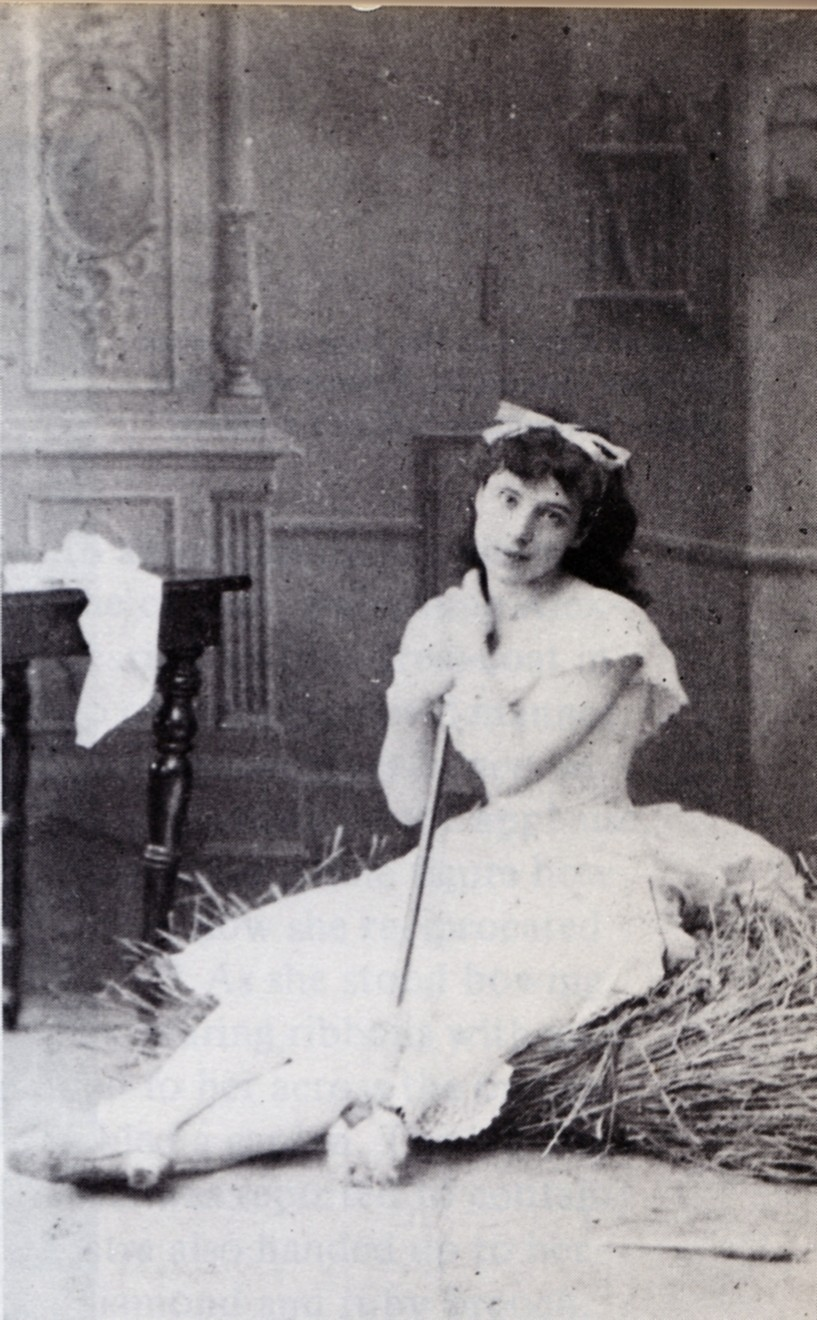
Virginia Zucchi als Lise, St. Petersburg 1885

### Petipa und Iwanow 1885
Das Stück wurde 1885 am Mariinski-Theater von Marius Petipa mit der Partitur von Hertel und mit der Unterstützung von Lew Iwanow unter dem Titel La Précaution inutile (Die vergebliche Vorsicht) wiederaufgeführt, mit der gefeierten italienischen Ballerina Virginia Zucchi in der Hauptrolle und Pawel Gerdt als Colin. 1894 wurde es erneut in das Programm aufgenommen mit der deutschen Primaballerina Edwiga Gantenberg und wurde dann zu einem festen Bestandteil des Repertoires des kaiserlichen Balletts. Petipas und Ivanovs Version wurde zwischen 1903 und 1906 in der Stepanov Notation aufgezeichnet und ist Teil der Sergeyev Collection der Harvard University.

### Gorsky 1903 und seine Nachfolger
Alexander Gorsky brachte 1903 am Bolschoi-Theater in Moskau eine eigene Revision der Petipa-Ivanov-Fassung von La Fille mal gardée heraus, bei der er die Partitur von Hertel mit Stücken von Riccardo Drigo, Léo Delibes, Cesare Pugni, Ludwig Minkus und Anton Rubinstein „anreicherte“. Auf Gorskis Fassung basierten die meisten Aufführungen des 20. Jahrhunderts in der ehemaligen Sowjetunion und auch im Westen.

Auch Bronislava Nijinska stützte sich auf die Gorski-Petipa-Ivanov-Fassung, als sie 1940 das Stück ans Ballet Theatre in New York brachte.

### Frederick Ashtons Version 1960
Sehr populär wurde Sir Frederick Ashtons Produktion von La Fille mal gardée, die 1960 in London mit dem Royal Ballet über die Bühne ging. Ashton arbeitete mit dem Tanzhistoriker Ivor Guest zusammen und ließ die Musik der Hérold-Version von John Lanchberry neu arrangieren, dabei wurde auch der Holzschuhtanz von Hertel verwendet und der Donizetti-Pas de deux von 1837 für Fanny Elßler (siehe oben).

### Rekonstruktion von Daubervals Ballett 1989
Ivo Cramer, ein schwedischer Choreograph und Spezialist für das Ballett des 18. Jahrhunderts, erarbeitete zu den Zweihundert-Jahr-Feiern des Balletts und der Französischen Revolution im Jahr 1989 eine Rekonstruktion der ursprünglichen Version von Dauberval für die Opéra de Nantes. Dabei stützte er sich unter anderem auf in Stockholm aufgefundene Dokumente mit zeitgenössischen Beschreibungen. Die Musik wurde von Charles Farncombe orchestriert, die Kostüme und Bühnenbilder im Stil des späten 18. Jahrhunderts schuf Dominique Delouche. Davon existiert auch ein Film. Cramers Rekonstruktion ging 1993 mit dem Ballet du Rhin aus Mulhouse auf Tournee in den USA.

### Rekonstruktion nach Petipa 2015
Eine Rekonstruktion der Version von Petipa und Ivanov erarbeitete Sergei Vikharev 2015 mit dem Staatsballett von Jekaterinburg. Diese feierte ihre Premiere am 15. Mai 2015.

### Andere Versionen im 20. und 21. Jahrhundert
Für den französischsprachigen Raum war es Joseph Lazzini, der das Ballett 1954 nach hundert Jahren in Lüttich neu auf die Bühne brachte, und in einer Version, die 1962 von Rosella Hightower und Nurejew in Marseille getanzt wurde. Heinz Spoerli brachte La Fille mal gardée 1981 im Auftrag der Pariser Oper wieder in die Hauptstadt.
Weitere bekannte Fassungen sind:
- London 1912 von Anna Pawlowna Pawlowa
- Monte Carlo 1947 von Alexandra Balachova
- Havanna 1952 von Alicia Alonso[8]
- Leningrad 1971 von Oleg Winogradov
- 1972 von Dimitri Romanoff
- Theater Hagen 1993 von Richard Wherlock

### Der Pas de deuxLa fille mal gardée
Eine sehr bekannte Nummer aus dem Ballett, die heute auf vielen Galas und Wettbewerben vorgeführt wird, ist „der“ Pas de deux aus La fille mal gardée. Dieser stammt nicht von Petipa, wie oft angenommen, sondern wurde ursprünglich von Gorsky für seine Revision von 1903 eingefügt (siehe oben). Die heute getanzte Fassung stammt vermutlich aus den 1930er Jahren von Pyotr Gusev. Die Musik ist ein Pasticcio aus Stücken mehrerer Komponisten: Das einleitende Adagio und die männliche Variation stammen aus Alphons Czibulkas Scène de Ballet; die Musik zur weiblichen Variation ist von Riccardo Drigo und wurde von ihm 1903 als Einlage für Lew Iwanows Ballett Die Tulpe aus Haarlem komponiert; die abschließende Coda ist ein Galopp von Johann Armsheimer aus Petipas kleinem Ballett Le Halte de Cavalerie von 1896.

## Videos
- La Fille mal gardée, Ballettfilm der Rekonstruktion von Dauvervals Original durch Ivo Cramer und Dominique Delouche, mit Isabelle Herman (Lison), James Amar (Colas) u. a., Ballet de Nantes, Ballettmeister:  Jean-Paul Gravier, Orchestre Philharmonique des Pays de Loire, Leitung: Marc Soustrot. Opéra de Nantes 1989 (Les films du Prieuré) (französisch; Abruf am 22. November 2020)